# Поляков, Евгений Викторович
Евгений Викторович Поляков (род. 29 сентября 1980, Орёл) — российский тренер, ранее выступавший как футболист на позиции нападающего. Тренер футбольного клуба «Орёл».

## Карьера
Воспитанник орловского футбола и группы подготовки ФК «Жемчужина» (Сочи), Евгений Поляков начал карьеру в 1999 году в ФК «Орёл» под руководством Виталия Коберского. В 2003 году из-за большой конкуренции в составе был вынужден перейти в ФК «Спартак» (Луховицы). Сезон 2004 начал в «Ладе», в ходе сезона перешёл в курский «Авангард», где и играл до конца следующего сезона. В сезоне-2006 выступал за «Атлантас» (Клайпеда) в А-лиге Литвы. 6 июня забил первый и единственный мяч в чемпионате Литвы в ворота команды «Шилуте». Летом того же года перебрался в «Шахтёр» (Караганда). 31 июля Поляков дебютировал в Суперлиге Казахстана в матче 17 тура «Шахтёр» — «Кайрат» (Алма-Ата) — 1:1.
В 2007 году Николай Долгов пригласил Евгения в «Оружейник» (Тула), из ЛФЛ. В конце первого круга Поляков вернулся в родной ФК «Орёл». Сезон 2008 Евгений начал в воронежском «Динамо», но в ходе сезона перешёл в «Русичи». В 2010 году стал лучшим бомбардиром зоны «Центр» Второго Дивизиона, забив 20 мячей.
В 2017 году тренировал «ОрёлГУ», команда принимала участие в первенстве СФФ «Центр» в рамках III дивизиона (ЛФК).
В 2023 году после пятилетнего пребывания в тренерском штабе команды (ассистировал Валерию Ноздрину) был назначен главным тренером ФК «Орёл», под его руководством по итогам сезона команда обрела профессиональный статус.

## Достижения
- Лучший бомбардир 2 дивизиона зоны «Центр»: 2010 (20 мячей)
- Лучший бомбардир ФК «Орёл» с 1991 года (64 мяча)[5]

## Статистика
| Сезон   | Клуб                | Чемпионат                 | Чемпионат | Кубок |
| ------- | ------------------- | ------------------------- | --------- | ----- |
| 1999    | Орёл                | 2 лига, Центр             | 19 (3)    |       |
| 2000    | Орёл                | 2 лига, Центр             | 27 (3)    | 1 (0) |
| 2001    | Орёл                | 2 дивизион, Центр         | 24 (3)    |       |
| 2002    | Орёл                | 2 дивизион, Центр         | 32 (5)    |       |
| 2003    | Орёл                | 2 дивизион, Центр         | 17 (5)    | 2 (0) |
| 2003    | Спартак (Луховицы)  | 2 дивизион, Центр         | 16 (1)    | 2 (1) |
| 2004    | Лада (Тольятти)     | 2 дивизион, Урал-Поволжье | 10 (1)    | 1 (0) |
| 2004    | Авангард (Курск)    | 2 дивизион, Центр         | 13 (4)    |       |
| 2005    | Авангард (Курск)    | 1 дивизион                | 20 (0)    |       |
| 2006    | Атлантас (Клайпеда) | А-Лига                    | 10 (1)    |       |
| 2006    | Шахтёр (Караганда)  | Суперлига                 | 5 (0)     |       |
| 2007    | Оружейник (Тула)    | ЛФЛ, Черноземье           | 13 (6)    |       |
| 2007    | Орёл                | ЛФЛ, Черноземье           | 17 (9)    |       |
| 2008    | Динамо-Воронеж      | 2 дивизион, Центр         | 13 (1)    | 3 (2) |
| 2008    | Русичи (Орёл)       | 2 дивизион, Центр         | 9 (3)     |       |
| 2009    | Русичи (Орёл)       | 2 дивизион, Центр         | 17 (1)    | 3 (2) |
| 2010    | Русичи (Орёл)       | 2 дивизион, Центр         | 29 (20)   | 1 (0) |
| 2011/12 | Русичи (Орёл)       | 2 дивизион, Центр         | 39 (18)   | 4 (2) |
| 2012/13 | Орёл                | 2 дивизион, Центр         | 27 (2)    |       |